# Sojuz TMA-6
La Sojuz TMA-6 è stata una missione diretta verso la Stazione spaziale internazionale.

## Equipaggio
| Ruolo                                      | Equipaggio al lancio                                | Equipaggio all'atterraggio                          |
| ------------------------------------------ | --------------------------------------------------- | --------------------------------------------------- |
| Comandante                                 | Sergej Krikalëv, Roscosmos Expedition 11 Sesto volo | Sergej Krikalëv, Roscosmos Expedition 11 Sesto volo |
| Ingegnere di volo 1                        | John Phillips, NASA Expedition 11 Secondo volo      | John Phillips, NASA Expedition 11 Secondo volo      |
| Ingegnere di volo 2 / Partecipante al volo | Roberto Vittori, ESA Secondo volo                   | Gregory Olsen, SA Turista Primo volo                |

### Equipaggio di riserva
| Ruolo               | Equipaggio                | Equipaggio                |
| ------------------- | ------------------------- | ------------------------- |
| Comandante          | Michail Tjurin, Roscosmos | Michail Tjurin, Roscosmos |
| Ingegnere di volo 1 | Robert Thirsk, CSA        | Robert Thirsk, CSA        |
| Ingegnere di volo 2 | Daniel Tani, NASA         | Daniel Tani, NASA         |

## Parametri della missione
- Massa: 7.200 kg
- Perigeo: 349 km
- Apogeo: 360 km
- Inclinazione: 51,6°
- Periodo: 1 ora, 32 minuti e 36 secondi